# Tasiocera propia
Tasiocera propia är en tvåvingeart som beskrevs av Alexander 1956. Tasiocera propia ingår i släktet Tasiocera och familjen småharkrankar.
Artens utbredningsområde är Uganda. Inga underarter finns listade i Catalogue of Life.